# Масева къща („Архиеревс Мелетиос“ № 63)
Масевата къща (на гръцки: Οικία Μάσσα) е къща в град Воден, Гърция.
Къщата е разположена в традиционния квартал Вароша на улица „Архиеревс Мелетиос“ № 63. Изградена е в XIX век. Собственост е на Елени Масас.
В 1988 година като пример за традиционната градска архитектура на XIX век е обявена за паметник на културата.